# Aoréma
Aoréma est une commune rurale située dans le département de Ouahigouya de la province du Yatenga dans la région Nord au Burkina Faso.

## Géographie
Aoréma se trouve à environ 13 km au nord-est du centre de Ouahigouya, le chef-lieu de la province. La localité, divisée en plusieurs secteurs, est à 2,5 km au nord de la route nationale 23 et à 2 km de l'aérodrome de Ouahigouya (possédant une piste en latérite d'environ 1 500 m).

## Santé et éducation
Aoréma accueille un centre de santé et de promotion sociale (CSPS) tandis que le centre hospitalier régional (CHR) de la province se trouve à Ouahigouya.